# Учпили
Учпили (баш. Өсбүлә) — село в Дюртюлинском районе Республики Башкортостан Российской Федерации. Административный центр Учпилинского сельсовета.

## География

### Географическое положение
Расстояние до:
- районного центра (Дюртюли): 12 км,
- ближайшей ж/д станции (Уфа): 139 км.

## История
В «Списке населенных мест по сведениям 1870 года», изданном в 1877 году, населённый пункт упомянут как деревня Учпили (Усьбуля) 4-го стана Бирского уезда Уфимской губернии. Располагалась при речке Малой Евбазе, на почтовом тракте из Бирска в Мензелинск, в 40 верстах от уездного города Бирска и в 10 верстах от становой квартиры в деревне Дюртюли. В деревне, в 92 дворах жили 606 человек (299 мужчин и 307 женщин, тептяри), были мечеть, училище, водяная мельница. Жители занимались земледелием, скотоводством и пчеловодством.

## Население
| 2002 | 2009 | 2010 |
| ---- | ---- | ---- |
| 428  | ↗441 | ↗457 |

Национальный состав
Согласно переписи 2002 года, преобладающие национальности — башкиры (52 %), татары (43 %).

## Религия
В селе есть мечеть.